# NGC 6168
NGC 6168 (również PGC 58423 lub UGC 10434) – galaktyka spiralna (Sd), znajdująca się w gwiazdozbiorze Herkulesa. Odkrył ją Lewis A. Swift 21 maja 1884 roku.